# Distretto di Casma
Il distretto di Casma è un distretto del Perù nella provincia di Casma (regione di Ancash) con 28.831 abitanti al censimento 2007 dei quali 24.842 urbani e 3.989 rurali.
È stato istituito fin dall'indipendenza del Perù.